# Fränkische Schweiz
Fränkische Schweiz (Elveția franconă) este o regiune în Franconia, din partea de nord-est a landului Baden-Württemberg Germania care este mărginit:
- la nord de Valea Superioară a lui Main
- la est de Bayreuth
- la sud de Erlangen
- la vest de Forchheim
- la nord-vest de Bamberg

## Cetăți

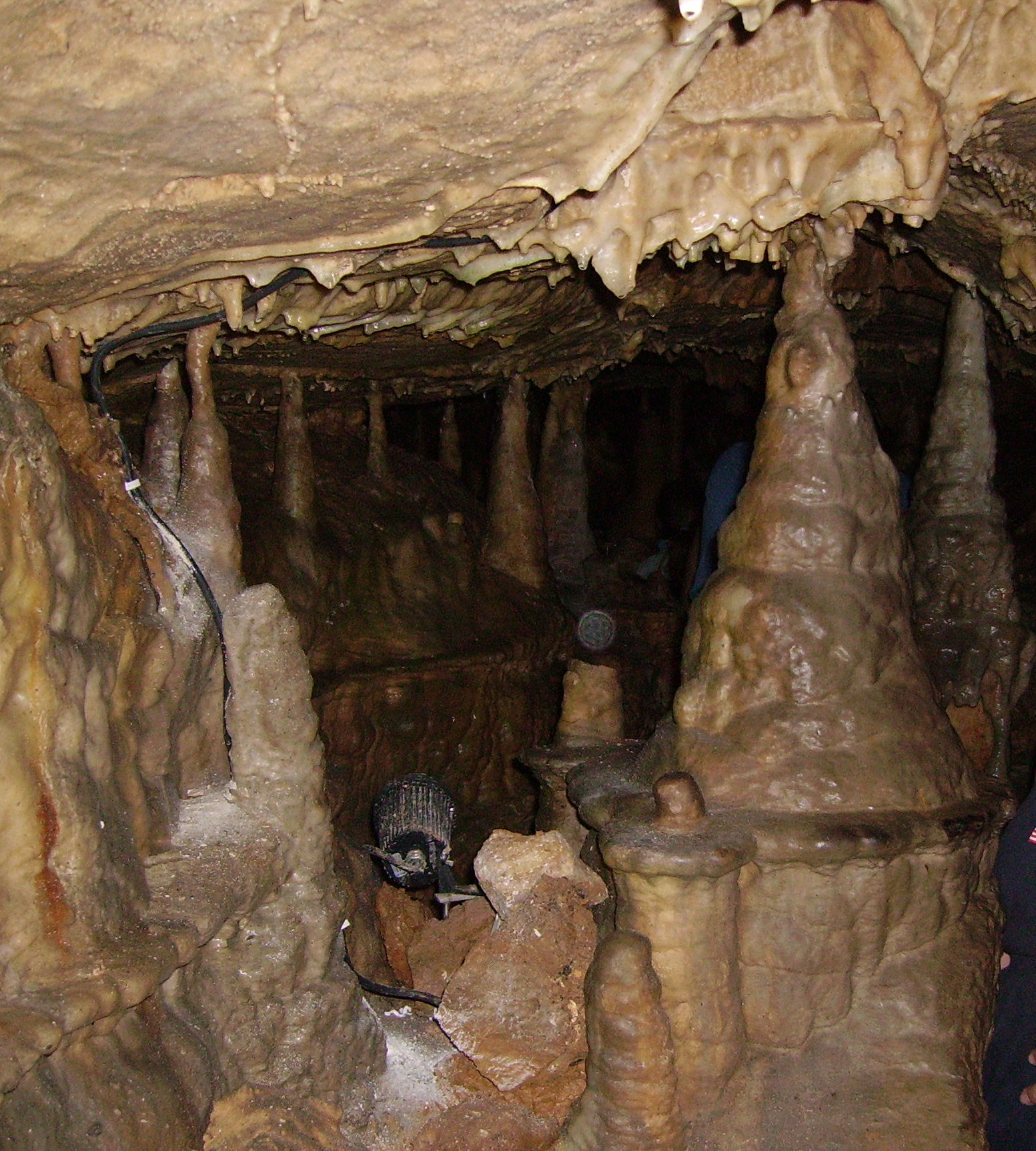
Peştera Bing

- Cetatea Wolfsberg (ruină)
- Cetatea Unteraufseß
- Cetatea Neideck (ruină)
- Cetatea Neidenstein
- Cetatea Streitburg (ruină)(Markt Wiesenttal)
- Cetatea Gößweinstein (cetatea)
- Cetatea Egloffstein (cetatea)
- Castelul Greifenstein (cetatea familiei Stauffenberg)
- Cetatea Rabenstein (cetatea)
- Cetatea Rabeneck
- Cetatea Pottenstein (cetatea)
- Cetatea Waischenfeld
- Cetatea Bärnfels
- Cetatea Leienfels (ruină)
- Cetatea Stierberg
- Cetatea Wildenfels (ruină)

## Geografie
Fränkische Schweiz este partea de nord a regiunii Fränkische Alb, fiind cuprinsă între râurile Main la nord, Regnitz la vest și Pegnitz la est, sau de autăstrăzile A-70 la nord, A-9 la est și A-73 la vest. Cu alte cuvinte Fränkische Schweiz este bazinul de colectare al râului Wiesent. Regiunea cuprinde districtele Bamberg, Bayreuth, Forchheim și Lichtenfels, cu localitățile mai importante: Pottenstein, Gößweinstein, Muggendorf, Ebermannstadt, Streitberg și Waischenfeld.
Informații mai detailate despre regiune se poate găsi la  Fränkische-Schweiz-Museum in Tüchersfeld (Pottenstein).